# Тонганская демократическая рабочая партия
Тонганская демократическая Рабочая партия (англ. Tongan Democratic Labor Party) — политическая партия в Тонге. Партия была основана 8 июня 2010 года членами Ассоциации государственных служащих Тонги.

## Участие в выборах
Новое объединение планировало участвовать в парламентских выборах Тонга 2010 года во всех 17 округах. Пять кандидатов от партии в 2010 году были женщинами. На выборах 2010 года партия не получила ни одного места, набрав 0,44 % голосов. В последующих выборах партия не участвовала.